# William Levitt
William Jaird Levitt (* 11. Februar 1907 in New York City; † 28. Januar 1994 ebenda) war ein US-amerikanischer Immobilienentwickler und Bauunternehmer. Er gilt als Pionier des US-amerikanischen Vorstadt-Wohnungsbaus und wird daher im Englischen auch als „father of suburbia“ bezeichnet. Als Präsident der von seinem Vater gegründeten Firma Levitt & Sons, die mehr als 140.000 Häuser in mehreren Ländern gebaut hatte, zählte ihn das Magazin Time zu einem der „100 einflussreichsten Menschen des 20. Jahrhunderts“.

## Leben
Levitt wurde als Sohn einer aus Russland und Österreich-Ungarn eingewanderten jüdischen Familie geboren. Sein bereits in Brooklyn geborener Vater Abraham Levitt (1880–1962) war ein Immobilienanwalt und Investor, der sich in den 1930er Jahren auf den Bau gehobener Einfamilienhaustypen auf Long Island spezialisiert hatte. Während sein Bruder Alfred die Entwürfe der Häuser lieferte, wurde es Williams zunehmende Aufgabe, das väterliche Unternehmen zu leiten.

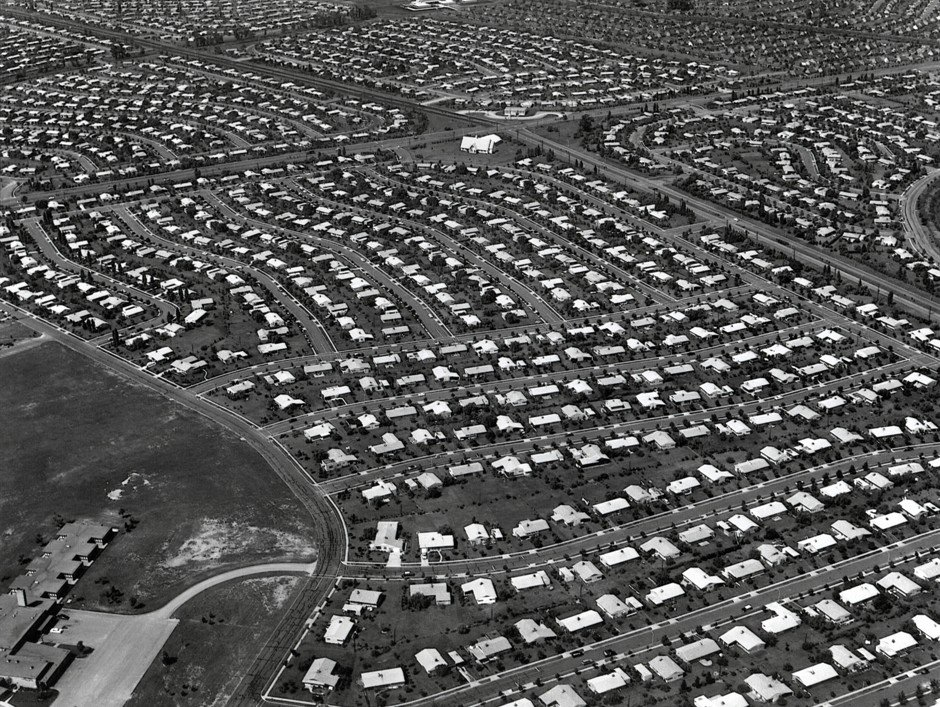
Levittown (Pennsylvania), um 1959

William Levitt, der während des Zweiten Weltkriegs als Leutnant bei der US-Marine gedient hatte, erkannte nach dem Krieg einen enormen Bedarf an erschwinglichen Einfamilienhaustypen. Die vorangegangene Kriegswirtschaft und eine neu anlaufende Konjunktur, ein Babyboom sowie eine durch Bevölkerungswachstum und Wohlstand gestiegene Nachfrage hatten in der Nachkriegszeit eine Wohnungskrise erzeugt. Zwischen 1947 und 1951 verwirklichte die Firma Levitt & Sons in einem neuen, auf standardisierte Massenfertigungsverfahren beruhenden Konzept preisgünstigen Einfamilienhauswohnungsbau in Hempstead, einer suburbanen Ansiedlung von Hamlets und Villages im Speckgürtel von New York, die sie Levittown nannte und als „eine neue Lebensweise“ vermarktete. Weitere „Levittowns“ entstanden in Pennsylvania, New Jersey, im Bundesstaat New York und auf Puerto Rico.
Das Konzept machte Levitt bis zum Ende der 1960er Jahre mit einem geschätzten Vermögen von über 100 Millionen Dollar zu einem der reichsten US-Amerikaner. Im Juli 1967 veräußerte er sein Unternehmen im Wert von 92 Millionen Dollar an ITT Inc. In den 1970er und 1980er Jahren war er mit einer Reihe von Unternehmen und Joint Ventures weniger erfolgreich.